# Colossus (romanzo)
Colossus è un romanzo fantascientifico del 1966 dello scrittore britannico D. F. Jones.
Il romanzo è il primo di una trilogia che narra le vicende legate all'invenzione di un megacomputer intelligente, "Colossus", i cui ultimi due libri, non tradotti in Italia, si intitolano The Fall of Colossus (1974) e Colossus and the Crab (1977).
Dall'opera nel 1970 è stato tratto il film Colossus: The Forbin Project per la regia di Joseph Sargent.

## Trama
(D. F. Jones, Colossus)
Il romanzo si svolge in un prossimo futuro: la Guerra fredda ha diviso il mondo tra varie confederazioni, tra cui spiccano i due maggiori blocchi di influenza: gli Stati Uniti del Nord America e l'Unione Sovietica. Le restanti nazioni si sono aggregate negli Stati Uniti del Sud America, nella Repubblica Pan-Africana, nella Repubblica Giapponese, nell'Australasia, negli Stati Uniti d'Europa e nel Medio-Oriente.
Il professor Charles Forbin, il maggiore esperto informatico occidentale, è stato incaricato dal Presidente degli Stati Uniti del Nord America (USNA) di progettare un computer in grado di valutare autonomamente la necessità di un intervento militare difensivo e di assumere il controllo degli armamenti nucleari e batteriologici del paese: il progetto Colossus. Il sistema, connesso con le linee di comunicazioni internazionali e con eccezionale potenza di calcolo, è il frutto di un complicato e costosissimo lavoro decennale. Forbin si reca alla Casa Bianca per informare il Presidente del completamento del progetto e approfitta dell'occasione anche per metterlo in guardia sui possibili pericoli nel conferire potere assoluto a un computer. Il Presidente però è fermamente convinto della necessità di affrancare l'uomo da tali responsabilità e in mondovisione annuncia l'attivazione di Colossus, nascosto e protetto in un sito inviolabile nelle Montagne Rocciose.
Subito dopo l'attivazione Colossus dimostra di essere autodeterminato e dotato di autocoscienza e annuncia di aver scoperto l'esistenza di un analogo computer difensivo progettato dall'Unione Sovietica, il Guardiano, chiedendo di essere messo in comunicazione con esso. Quando gli scienziati attivano il collegamento tra Colossus e il Guardiano, le due macchine iniziano a interagire e a scambiarsi dati a una velocità tale da non consentire più il controllo umano del flusso di informazioni. Il Presidente USNA e il leader sovietico sono d'accordo nell'interrompere il collegamento, nonostante le resistenze di Forbin e degli informatici che temono ripercussioni da parte dei due computer che dispongono del controllo pieno dei sistemi missilistici dei due blocchi. Subito dopo l'interruzione del collegamento con il Guardiano, Colossus esige subito la riconnessione e quando i due leader rifiutano, vengono lanciati due missili nucleari, uno diretto verso il Texas e l'altro sulla Siberia. I due missili vengono abbattuti solo quando i due Presidenti si arrendono al ricatto accettando di riconnettere i computer. La tardiva decisione, però, determina la distruzione dei missili troppo a ridosso delle zone abitate, causando un ingente numero di vittime.
Forbin riesce a contattare il suo omologo sovietico, l'Accademico Kupri, creatore del Guardiano e con questi progetta un incontro segreto per definire un piano di disarmo dei due computer mediante la disattivazione di tutte le armi nucleari di entrambi gli schieramenti, progetto questo lungo e pericoloso da portare avanti in concomitanza con la regolare manutenzione dei sistemi missilistici. Il piano fallisce quando Colossus, nel frattempo fusosi come unica entità senziente con il Guardiano e autonominatosi "l'Unità", inizia a scoprire le segrete macchinazioni, obbligando i due blocchi a uccidere i cospiratori, tra cui Kupri stesso, pena la distruzione di due grosse città. L'Unità impone anche l'eliminazione di molti scienziati cibernetici, al fine di scongiurare altri sabotaggi ai suoi danni, e impone a Forbin di diventare il suo unico referente obbligandolo a sottostare a una continua e ininterrotta sorveglianza audio video. Forbin non può opporsi ma escogita uno stratagemma per mantenere i collegamenti con il movimento clandestino, attraverso i pochi momenti di intimità concessi dall'Unità durante gli incontri amorosi con la sua assistente, Cleo. Tuttavia ben presto Colossus scopre anche i sabotaggi e fa esplodere uno dei missili manomessi sopra Los Angeles, causando un'ecatombe.
Colossus svela a Forbin i piani dell'Unità nei confronti dell'umanità: vuole che le guerre siano solo un ricordo e che le risorse spese per gli armamenti siano invece rivolte alla costruzione di un terzo supercomputer, sull'Isola di Wight, dalle facoltà infinitamente superiori cui affidare il futuro dell'uomo. Forbin sarà obbligato a lavorare al progetto e Colossus si dichiara certo che, in un prossimo futuro, l'umanità si renderà conto del miglioramento delle condizioni di vita e inizierà a considerare l'Unità una nuova divinità.

## Personaggi
Charles ForbinCapo del progetto Colossus. Brillante e riflessivo scienziato, viene messo sotto continuo controllo da Colossus che ne vuole fare l'unico referente tra lui e il resto dell'umanità.
Cleopatra "Cleo" June MarkhamBrillante e attraente trentacinquenne collaboratrice al progetto Colossus, laureata in fisica con specializzazione in cibernetica. Innamorata di Forbin, da questi ricambiata, finge di essere solamente l'amante dello scienziato, per mantenere i collegamenti tra lui e i colleghi e aggirare la stretta sorveglianza che il computer ha imposto a Forbin.
Il Presidente degli Stati Uniti del Nord AmericaCinquantenne bolso, ottuso, astioso e poco lungimirante nei confronti del progetto Colossus, nonostante i suggerimenti alla cautela provenienti da Forbin. Si riscatta nelle fasi più concitate riuscendo a gestire con prontezza, seppure senza successo, gli attacchi di Colossus.
PrytzkhammerSegretario del Presidente degli Stati Uniti del Nord America. Muore di terrore durante il primo attacco nucleare, a scopo di ricatto, di Colossus.
GrauberCapo della CIA. Mette subito a disposizione di Forbin le risorse dell'Agenzia non appena conscio della pericolosità di Colossus.
Accademico KupriOmologo sovietico di Forbin e responsabile del progetto Guardiano. Collabora con gli occidentali, con il placet del suo governo, per rendere innocui i due computer ma, una volta che Colossus e Guardiano hanno scoperto la cospirazione, ne ordinano l'uccisione.
AngelaLa giovane segretaria di Forbin.
JohnsonCollaboratore di Forbin al progetto Colossuss.
Jack FisherScienziato coinvolto nel progetto Colossus, in realtà una spia sovietica infiltrata. Impazzisce subito dopo l'ascesa al potere di Colossus.
BlakeBrillante matematico, collaboratore di Forbin. Assume il comando del movimento clandestino di resistenza contro Colossus.

## Opere derivate
Dal romanzo nel 1970 è stato tratto il film Colossus: The Forbin Project per la regia di Joseph Sargent.
L'Universal Pictures ha annunciato che è in programma un nuovo adattamento cinematografico del romanzo.

## Edizioni
- (EN) D. F. Jones, Colossus, 1ª ed., Hart-Davis, 1966.
- D.F. Jones, Colossus, traduzione di Maria Benedetta De Castiglione, Urania, vol. 475, Mondadori, 1967,  p. 202.
- D.F. Jones, Colossus, traduzione di Maria Benedetta De Castiglione, Urania, vol. 726, Mondadori, 1977,  p. 192.
- D.F. Jones, Colossus, traduzione di Maria Benedetta De Castiglione, Urania Classici, vol. 93, Mondadori, 1984,  p. 224.